# Forças Armadas do Sul da Rússia
Forças Armadas do Sul da Rússia (em russo:  Вооружённые силы Юга России, transl. Vooruzhonnyye sily Yuga Rossii), oficialmente Forças Armadas no Sul da Rússia (em russo:  Вооруженные силы на Юге России - ВСЮР, transl. Vooruzhennyye sily na Yuge Rossii - VSYUR), é o nome da associação operacional-estratégica de tropas brancas no Sul da Rússia em 1919-1920, durante a Guerra Civil. Formado em 8 de janeiro de 1919 como resultado da unificação do Exército Voluntário e do Exército do Don para uma luta conjunta contra os bolcheviques. Os representantes dos Aliados também apoiaram a criação de um comando unificado sob a liderança de Denikin, embora Krasnov tenha proposto a candidatura do General Ivanov. Os generais cossacos se opuseram à subordinação a Denikin, mas devido à saída dos intervencionistas germano-austríacos - aliados dos cossacos, e à ofensiva em curso do Exército Vermelho, devido à falta de forças de combate suficientes, foram forçados a se submeter a Denikin na condição de manter a autonomia.
As FASR atingiu sua força máxima em outubro de 1919 - 270 mil pessoas, 600 canhões, 38 tanques, 72 aeronaves, cerca de 120 navios (segundo outras fontes, cerca de 160 mil pessoas em julho de 1919).
De julho a dezembro de 1919, o Quartel-General do Comandante-em-Chefe das Forças Armadas do Sul da Rússia, General Anton Ivanovich Denikin, estava localizado em Taganrog.

## Composição
As FASR incluiam:

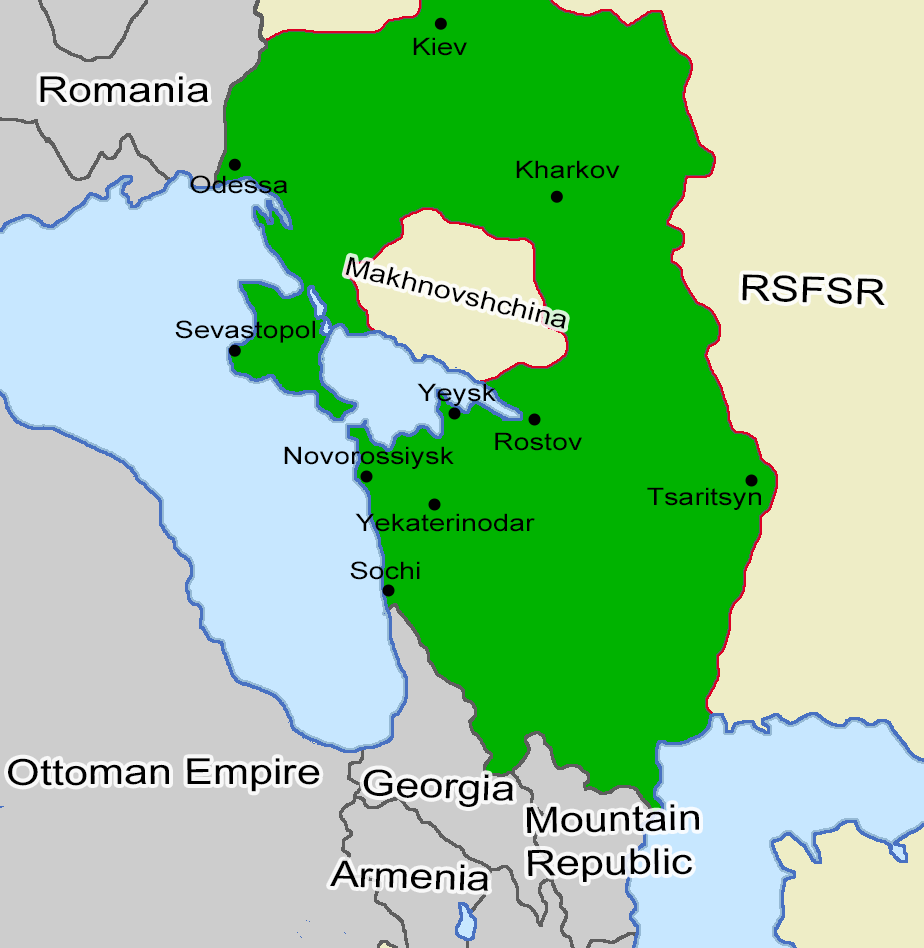
Territórios do Governo da Rússia do Sul (1919-1920) em novembro de 1919 e territórios vizinhos.

- Quartel-General do Comandante das FASR (organizado a partir do quartel-general do Comandante do Exército Voluntário, formado com base no Regulamento do Comando de Campo de Tropas de 1914);[1]

- Exército Voluntário (em janeiro - maio de 1919 era chamado de Exército Voluntário do Cáucaso);
- Exército do Don (desde 23 de fevereiro de 1919);
- Exército do Cáucaso (desde maio de 1919), renomeado Exército de Cubã (desde fevereiro de 1920);
- Exército da Crimeia-Azov (desde junho de 1919 - 3º corpo de exército separado);
- Exército Separado do Turquestão;
- Tropas do Território Terek-Daguestão (desde julho de 1919 - Tropas do Norte do Cáucaso);
- O Exército dos Urais (desde 25 de julho de 1919, transferido por Kolchak para a subordinação operacional da União Soviética dos Socialistas);[6]
- Tropas da região de Kiev (desde setembro de 1919);
- Tropas de Novorossiya e Crimeia (desde setembro de 1919);
- Frota Branca do Mar Negro;
- Flotilha do Don;
- Flotilha militar do Cáspio, etc.;
- De acordo com o acordo entre o comando do Exército Voluntário e o comando do EUG, a partir de novembro de 1919, o Exército Ucraniano da Galícia passou a fazer parte das FASR (como parte das FASR até fevereiro de 1920).[7][8][9]

Em 15 (28, de acordo com o calendário gregoriano) de setembro de 1919, foi elaborado o Cronograma das Forças Terrestres, relacionando as principais patentes de quartéis-generais do exército, corpos, divisões e estrutura do exército às unidades militares (regimentos), bem como batalhões de reserva e companhias individuais.
A aviação das FASR era composta por 10 esquadrões aéreos e em 5 de outubro de 1919 contava com 72 aeronaves. Unidades automobilísticas foram criadas sob cada exército, havia 7 batalhões automobilísticos no total.
As unidades blindadas das FASR consistiam em 2 destacamentos de tanques e 4 destacamentos de carros blindados. Um total de 38 tanques e 34 veículos blindados. As unidades de trens blindados consistiam em 10 divisões. Cada um consistia em 2 trens blindados leves e 1 pesado. Havia também trens blindados individuais não padronizados criados por unidades ou capturados em batalha.
As tropas de comunicações consistiam em 3 divisões radiotelegráficas e 10 empresas telegráficas.